# 孔子廟案
孔子廟案（日语：／）起因於沖繩縣那霸市政府為至聖廟（孔子廟）無償提供松山公園內的土地，部分民眾認為此舉違反日本憲法的政教分離原则，向日本最高裁判所起訴要求市長停止全額免費措施並向廟方徵收公園使用費。
最高裁判所最终判决，那霸市政府免除公園使用費的行為違反了日本國憲法第20條第3項，要求那霸市向廟方徵收全額使用費。

## 案件经过概述
久米至圣庙（即本案中的“孔子庙”），原建于17世纪，后在第二次世界大战中被烧毁，战后被重建于那覇市内。从琉球王国时代开始从中国迁移而来的华人后裔所组成的团体（久米崇圣会）从市政府取得许可，得以在2013年将久米至圣庙迁址到松山公园内。市政府认为该设施属于“体验学习设施”，具有公益性质，因此免除了每年576万日元的土地使用费。
但当地居民认为市政府的决定违反了政教分离原则，向裁判所提起诉讼，请求判令市长免除全额土地使用费的决定无效，要求孔子庙应当支付相应的使用费。对于上述诉求，那霸市答辩称“该设施是传播冲绳历史文化，也可以被利用于旅游观光的公共设施”。
该案一直上诉至日本最高裁判所。最终，最高裁判所法庭认为，基于久米至圣庙具备的观光资源意义以历史价值而对其免费提供土地的决定缺乏合理性，且“在该设施内举行的祭礼，并不仅仅是纪念孔子这位历史伟人，而具有祭灵的宗教意义，因此该设施具有宗教属性。综上可认为，那霸市向特定的宗教提供了特殊的利益和便宜。”。此外，被免除了每年576万日元土地使用费的久米崇圣会获得了相当大的收益，因此可以认为上述免除行为违反了日本宪法规定的“政教分离”原则，最终也推翻了二审作出的可以适当减少土地使用费的判决，判令市政府全额收取公园的土地使用费。本次判决的多数意见获得了15名大法官中的14人的支持。
日本东北大学宪法学教授佐佐木弘肯定本案的判决結果，並认为“允许该设施建立本身就有违宪的嫌疑”。

### 反对意见
林景一法官是唯一一名持反对意见的法官，他在其反对意见書中論述道：“该设施本已不具有宗教属性，或者说该属性已非常淡薄。仅从其外观来看肯定其宗教属性，并以此推定违反了政教分离原则的话，实属‘杀鸡用牛刀’”，该熟语本身也出自记录孔子言论的《论语》。林法官认为免除了每年500多万日元是有点超出公共援助的程度，但并未达到违反政教分离原则这么严重的程度。

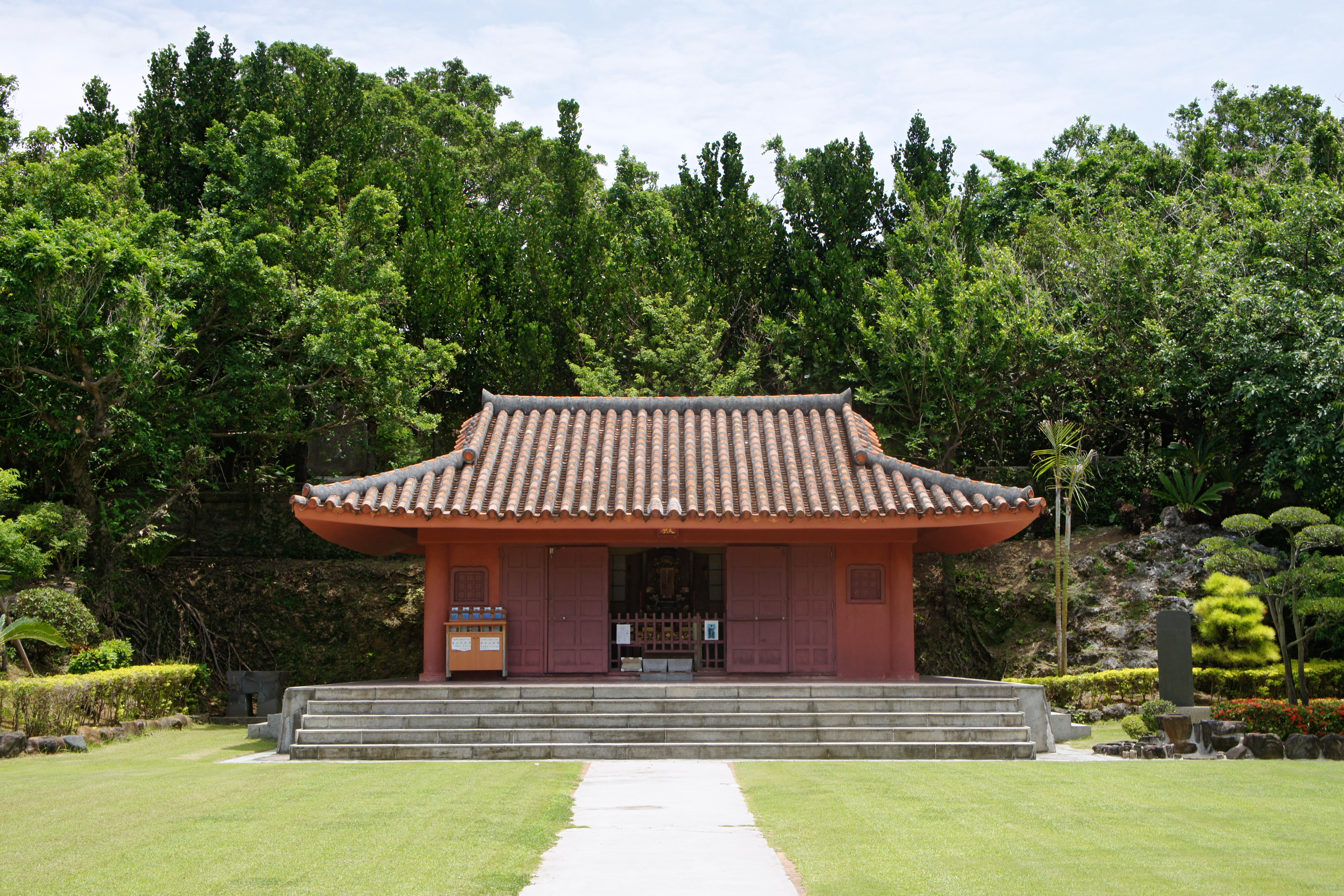
松山公园内的至圣庙大成殿

## 本案对其他设施的影响
原告方的代理律师表示，本案判决并不会影响日本国内其他孔庙。
最高裁判所大法庭也认为，只要具有历史和文化遗产的价值以及旅游观光资源的价值，即使设施具有一定的宗教性，也可以被免除公有土地的使用费用。佐佐木弘通教授认为，至于其他设施是否会受本案影响，则需要根据具体情形分析，并不一定会受到影响。
东京的汤岛圣堂其占地和建筑均属国有，也被列入国家史迹，其管理机构表示不担心会受到本案判决的影响。而日本最古老的孔庙所在的足利学校的负责人也表示该设施与冲绳案的情形不同。

## 关联诉讼
除本案外，原告实际上也提起了要求将此孔子庙迁离公园的诉讼。在2022年3月23日的地方裁判所判决中，上述诉讼请求被驳回，孔子庙得以保留。

## 关联条目
- 砂川政教分离诉讼

## 脚注
1. ↑  . . 2021年2月25日  [2021年3月1日]. （原始内容存档于2021年3月5日） （日语）.
2. ↑  . . 2021-02-24  [2021-03-01]. （原始内容存档于2021-02-26） （日语）.
3. 1 2 3 4 5 6 7  . . 2021年2月25日: 3面  [2022年7月20日]. （原始内容存档于2022年7月20日） （日语）.
4. ↑  . 2021年2月20日  [2022年7月20日]. （原始内容存档于2021年4月7日） （日语）.
5. 1 2 3  . NHK. 2021年2月24日  [2022年7月20日]. 原始内容存档于2021年2月24日 （日语）.
6. 1 2 3 4  . . 2021年2月25日  [2022年7月20日]. （原始内容存档于2022年7月16日） （日语）.
7. 1 2 3 4  . . 2021年2月24日  [2022年7月20日]. （原始内容存档于2021年2月24日） （日语）.
8. ↑  . 時事通信. 2021年2月24日  [2022年7月20日]. （原始内容存档于2021年3月5日） （日语）.
9. ↑  . . 2022年3月24日  [2022年7月20日]. （原始内容存档于2022年3月26日） （日语）.
10. ↑  . . 2022年3月23日  [2022年7月20日]. （原始内容存档于2022年6月5日） （日语）.